# Göteborgs veckotidning
Göteborgs veckotidning är en numera nedlagd veckotidning som hade sin föregångare i Göteborgs weckoblad. Tidningen utgavs första gången den 5 januari 1893 och det sista numret kom ut den 29 december 1977, men provnummer utgavs redan 1892. En annan källa uppger att sista numret kom ut den 28 december.